# Andrea Benetti
Andrea Benetti je talijanski slikar, fotograf i dizajner, autor Manifesta neopećinske umjetnosti (Neo Cave Art) predstavljenog 2009. godine na 53. bijenalu u Veneciji, na Sveučilištu Ca 'Foscari.

## Biografija
Andrea Benetti je rođen u Bologni 1964. godine. Godine 2006. napisao je Manifest neopećinske umjetnosti kojega je predstavio na 53. bijenalu umjetnosti u Veneciji 2009. godine.
Njegova je umjetnost izravno i neizravno nadahnuta prvim oblicima umjetnosti koje je stvorio prapovijesni čovjek (prapovijesna umjetnost). Od špiljskog slikarstva Benetti je posuđivao stilske značajke s kreativnog gledišta, stvarajući djela krcata stiliziranim zoomorfnim i antropomorfnim motivima, geometrijskim oblicima i apstraktnim oblicima i poljima boja, kao da stvara etički i filozofski most između prapovijesti i suvremenosti, naglašenom uporabom prirodnih biljnih pigmenata i tehnikama poput bareljefa i ugljena.
Njegova su djela prisutna u glavnim nacionalnim, ali i inozemnim umjetničkim zbirkama (poput onih Ujedinjenih naroda, Vatikana i Kvirinala), među najnovijim izložbama su "Boje i zvuci podrijetla" (Bologna, Palazzo D 'Accursio, 2013.), "VR60768 · antropomorfna figura" (Rim, Zastupnička komora, 2015.), "Pater Luminum" (Gallipoli, Građanski muzej, 2017.) i "Lica protiv nasilja" (Bologna, Palazzo D'Accursio, 2017.).
Godine 2020. umjetnik je nagrađen "Neptunovom nagradom" grada Bologne.

## Muzeji i zbirke
Privatni i državni muzeji i umjetničke zbirke koje posjeduju djela Andree Benettija:
- Zbirka umjetnina Ujedinjenih naroda (New York, Sjedinjene Države)[10]
- Zbirka umjetnosti Vatikana (Vatikanski muzeji)[11]
- MACIA - Talijanski muzej suvremene umjetnosti u Americi (San José, Kostarika)[12]
- Kvirinalna umjetnička zbirka, Talijansko predsjedništvo Republike (Rim, Italija)[5]
- Palazzo Montecitorio, Talijanski parlament, Predstavnička komora (Rim, Italija)[13]
- Umjetnička zbirka Sveučilišta u Ferrari, Italija[14]
- Zbirka umjetnosti Sveučilišta u Bariju, Italija[15]
- Mambo, Muzej moderne umjetnosti Bologna, Italija[16]
- Museion, Muzej moderne i suvremene umjetnosti Bolzano, Italija[17]
- CAMeC, Centar moderne i suvremene umjetnosti, La Spezia, Italija[18]
- Muzej FP Michetti (Francavilla al Mare, Italija)[19]
- Muzej suvremene umjetnosti Osvalda Licinija (Ascoli Piceno, Italija)[20]
- Zbirka umjetnina općine Lecce, Italija[21]

## Vanjske poveznice
- Andrea Benetti - Službena stranica - ITA
- Andrea Benetti - Službena stranica - ENG
- Andrea Benetti na Treccanijevoj enciklopediji
- Andrea Benetti - Prezentacijski video